# Albertina Dias
Albertina Dias (* 26. April 1965 in Miragaia, Porto; vollständiger Name Maria Albertina da Costa Dias) ist eine ehemalige portugiesische Langstreckenläuferin. 
Dias wurde 1986 zum ersten Mal Portugiesische Meisterin im 3000-Meter-Lauf. Zwei weitere Titel über diese Distanz folgten 1989 und 1991. Außerdem wurde sie nationale Meisterin über 1500 Meter (1992), über 10.000 Meter (1993 und 1995), im 15-km-Straßenlauf (1995) und im Crosslauf (1992, 1993 und 1995). 1989 siegte sie beim Ottawa Race Weekend über 10 km. Als Vierte bei den Hallenweltmeisterschaften 1991 in Sevilla stellte sie mit 8:55,45 min einen Landesrekord für die Halle auf, zwei weitere nationale Rekorde über diese Distanz im Freien folgten in diesem (8:43,50 min) und im darauffolgenden Jahr (8:43,08 min).
Bei den Olympischen Spielen 1988 in Seoul wurde sie über 10.000 Meter Zehnte. Über dieselbe Distanz schied sie bei den Weltmeisterschaften 1991 in Tokio im Vorlauf aus und kam bei den Olympischen Spielen 1992 in Barcelona auf den 13. Platz.
Ihre erfolgreichste Saison hatte sie im Jahr darauf. Zunächst siegte sie bei den Crosslauf-Weltmeisterschaften, bei der sie schon 1990 Zweite, 1991 Sechste und 1992 Dritte geworden war. Im Sommer stellte sie über 5000 Meter mit 15:05,12 min einen nationalen Rekord auf und wurde über 10.000 Meter Siebte bei den Weltmeisterschaften in Stuttgart. Schließlich wurde sie bei ihrem Debüt über die Marathondistanz Zweite beim Berlin-Marathon.
1994 wurde sie Fünfte bei den Crosslauf-Weltmeisterschaften, Vierte bei den Halbmarathon-Weltmeisterschaften, Zehnte beim Boston- und Achte beim New-York-City-Marathon.
Bei den Weltmeisterschaften 1995 in Göteborg schied sie über 10.000 Meter im Vorlauf aus. Zum Saisonabschluss wurde sie Fünfte beim Reims-Marathon. Bei ihren dritten Olympischen Spielen 1996 in Atlanta trat sie im Marathon an und kam auf den 27. Platz.
Albertina Dias startete bis 1991 für den Verein Boavista F. C., danach für Maratona da Maia. Sie ist mit ihrem Trainer Bernardino Pereira verheiratet.

## Persönliche Bestzeiten
- 1500 m: 4:09,61 min, 6. Juli 1991, Noisy-le-Grand
- Meilenlauf: 4:29,97 min, 3. Juli 1991, Reims
- 3000 m: 8:43,08 min, 15. Juli 1992, Nizza
- 5000 m: 15:05,12 min, 31. Juli 1993, Hechtel
- 10.000 m: 31:33,03 min, 21. August 1993, Stuttgart
- 10-km-Straßenlauf: 32:11 min, 13. Mai 1989, Ottawa
- 15 km: 49:22 min, 30. Mai 1993, La Courneuve
- Halbmarathon: 1:08:21 h, 10. März 1996, Lissabon
- Marathon: 2:26:49 h, 26. September 1993, Berlin